# Туристична SIM-картка
Туристична SIM-картка — SIM-картка, що дозволяє користуватися послугами мобільного зв'язку в різних країнах і при цьому здійснювати як внутрішні, так і міжнародні дзвінки за цінами, значно меншими, ніж в роумінгу будь-якого мобільного оператора.
Як випливає з назви, ці SIM-картки були розроблені спеціально для туристів, а також для всіх, хто часто їздить за кордон і хоче користуватися там послугами мобільного зв'язку. Туристичні SIM-картки діють більш як в 160 країнах світу (в залежності від оператора, що надає послугу), причому в багатьох популярних країнах всі вхідні дзвінки безкоштовні і абонент може прийняти виклик навіть за нульового балансу. Крім того, оператори туристичних карток надають цілком прийнятні ціни на дзвінки всередині країни перебування і на міжнародні переговори.
Попри те, що зазвичай послуги місцевого оператора країни перебування обходяться дешевше, багато мандрівників взяли на озброєння туристичні SIM-картки, тому що останні, по-перше, є універсальними (одна й та ж картка підходить для поїздок у різні країни), по-друге, вони обслуговуються на доступній власнику мові.
Більшість туристичних SIM-карток мають необмежений (або дуже довгий) термін дії, тобто картка залишається «робочою» навіть якщо її власник подорожує, скажімо, раз на рік. Туристичні картки не мають абонентської плати і гроші на балансі зберігаються тривалий час, тому невитрачені за час поїздки кошти можна використовувати наступної подорожі.
Існують також туристичні моно SIM-картки, що діють на території тільки однієї країни. Ціни на дзвінки та SMS у монокарток ще нижчі, ніж в універсальних туристичних SIM-карток.

## Оператори міжнародного туристичного зв'язку в Україні
- TravelSim
- Altitel
- GSM-Travel
- Teletie
- ГудЛайн